# 阿米爾·納斯爾·阿扎達尼
阿米爾·雷扎·納斯爾·阿扎達尼（波斯語：‎，1996年2月7日—）是一名伊朗職業足球運動員，最後一次作為後衛效力於波斯灣職業聯賽俱樂部大不里士。
2022年12月，納斯爾·阿扎達尼參加關於瑪莎·阿米尼被伊朗道德警察殺害的抗議活動，因此被控以叛國罪並面臨處決。

## 俱樂部生涯
納斯爾·阿扎達尼於2015年加入拉亞漢，此前他在沙巴罕度過他的青年生涯。

## 外部連結
- 阿米爾·納斯爾·阿扎達尼 （页面存档备份，存于）在Soccerway.com的資料